# Din tată în fiu
Din tată în fiu este un film românesc din 1979 regizat de Eugen Gheorghiu.